# Rue d'Amsterdam
De rue d'Amsterdam is een straat die in Parijs het 8ste van het 9e arrondissement scheidt.
De straat is tussen 1826 en 1843 aangelegd en loopt vanaf de Place de Clichy naar het zuiden, naar de Place du Havre, het stationsplein van het Gare Saint-Lazare. De straat dankt zijn naam aan het feit dat hij in een wijk ligt waar de straten naar Europese (hoofd)steden vernoemd zijn, er is geen specifieke relatie met de stad Amsterdam.
Het is een vrij drukke maar smalle winkelstraat. Onder de straat liggen de sporen van lijn 13 van de Parijse metro, die hier ook een halte heeft, station Liège. Vanwege het smalle profiel van de rue d'Amsterdam is dit een voor Parijs atypisch station, waarbij de perrons niet tegenover elkaar liggen, maar iedere rijrichting een eigen perron heeft.
Bij het station Saint-Lazare ligt ook nog een doodlopend straatje, de Impasse d'Amsterdam.